# 9923 Ronaldthiel
A 9923 Ronaldthiel (ideiglenes jelöléssel (9923) 1981 EB24) a Naprendszer kisbolygóövében található aszteroida. Schelte J. Bus fedezte fel 1981. március 7-én.